# Аделаида Австрийская
Аделаида Австрийская (нем. Adelheid von Österreich; 3 января 1914 — 3 октября 1971) — австрийская принцесса, дочь императора Австро-Венгрии Карла I и Циты Бурбон-Пармской.

## Биография
Аделаида Австрийская была вторым ребёнком и старшей дочерью в семье. Она была крещена 7 января 1914 года; крёстными родителями были её бабушка по отцовской линии принцесса Мария Йозефа Саксонская и дядя принц Сикст Бурбон-Пармский, брат матери.
Во время Первой мировой войны Аделаида часто сопровождала своего отца и брата, кронпринца Отто во время инспекций австрийских войск.
После поражения Австро-Венгрии в войне её отец был вынужден отказаться от участия в государственных делах. Вскоре империя была упразднена, Австрия и Венгрия провозглашены республиками. В 1919 году Аделаида с семьёй были отправлены в изгнание сначала в Швейцарию, а затем на португальский остров Мадейра. 9 марта 1922 года Аделаида со своим братом Отто и отцом-императором Карлом отправились в город, чтобы купить игрушки на день рождения Карла Людвига. Город был окутан холодным туманом, и её отец простудился; позже у него развилась пневмония, от которой он скоропостижно скончался 1 апреля того же года.
В декабре 1933 года она стала первым членом своей семьи, приехавшим в Вену с момента основания республики, прибыв туда на поезде из Будапешта. Аделаида училась в Лёвенском университете и получила докторскую степень в 1938 году. Перед Второй мировой войной она с большей частью своей семьи уехала из Европы, жила в США и Канаде, была профессором социологии в Фордемском университете в Нью-Йорке.
Позже, после войны, Эрцгерцогиня Аделаида вернулась в Европу. Она была довольно красивой и привлекательной женщиной, но умерла незамужней в возрасте 57 лет, в Пёккинге (Бавария) 3 октября 1971 года.

## Родословная

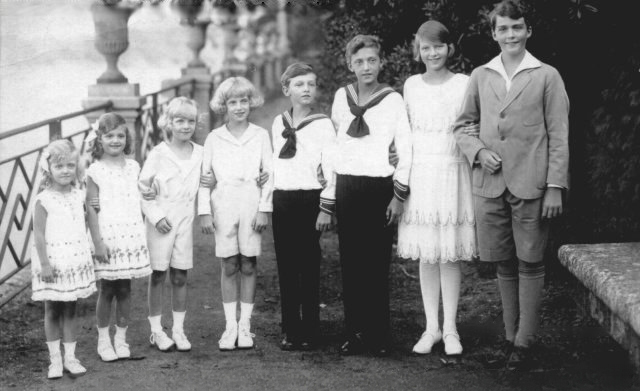
Дети императорской четы: Отто, Адельхейд, Роберт, Феликс, Карл Людвиг, Рудольф, Шарлотта и Элизабет (справа налево)